# اورسو ماریو کوربینو

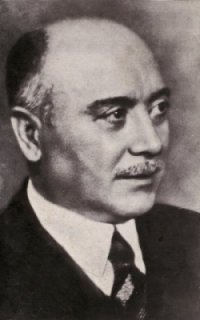
اورسو ماریو کوربینو، فیزیک‌دان ایتالیایی

 اورسو ماریو کوربینو (انگلیسی: Orso Mario Corbino؛ زاده ۳۰ آوریل ۱۸۷۶ – درگذشته ۲۳ ژانویهٔ ۱۹۳۷) یک فیزیک‌دان اهل ایتالیا بود.